# Ŭnsu sa
Ŭnsu sa (Klasztor Srebrnej Wody, 은수사) – mały koreański klasztor.

## Historia klasztoru
Nie wiadomo dokładnie kiedy klasztor został założony, jednak stało się to zapewne na długo przed końcem XIV wieku. Jego pierwotną nazwą był Sangwŏn sa, potem zapewne utracił na znaczeniu i stał się pustelnią pod nazwą Chŏngmyŏng. Pod koniec XIV wieku odwiedził klasztor założyciel dynastii Chosŏn król Taejo, który zauważył, że woda płynąca w pobliżu jest tak czysta, że przypomina srebro, i zmieniono nazwę na obecną. Klasztor zbudowany jest u podstawy szczytu Sutmai (czyli Słoniowej Skały) góry Mai (Końskiego Ucha) w powiecie Chinan w prowincji Chŏlla Północna w Korei Południowej. 
Maisan (góra Mai) jest częścią Prowincjonalnego Parku góry Mai. Klasztor jest często odwiedzany po drodze do bardziej znanego i większego klasztoru T'ap sa znajdującego się w kierunku południowo-zachodnim. Po minięciu klasztoru T'ap (klasztor Stupy) i jeziora T'apyŏng dochodzi się do małego klasztoru Kŭmdang sa. 

## Budynki i obiekty
- Pomnik Przyrody nr 386 - niezwykle rzadkie endemiczne w Korei drzewo gruszy, które rośnie tylko w tym klasztorze. Uważa się, że ma ono około 650 lat, liczy 18 metrów wysokości i 2,8 metra obwodu. Grusza ta została zasadzona w tym klasztorze przez króla Taejo, dla upamiętnienia chwili, gdy się modlił w tym miejscu.
- Pomnik Przyrody nr 380 - pnąca winna latorośl zwana Szmaragdową Radością
- największy bęben (Pŏpgo), wyprodukowany w 1982 roku (każdy może w niego uderzyć)
- rzeźba Babci Samsin, bogini opiekującej się niemowlakami

## Adres klasztoru
- Eunsusa, 406, Maisannam-ro, Maryeong-myeon, Jinan-gun, Jeollabuk-do, Korea Południowa
- 전라북도 진안군 마령면 마이산남로 406

## Galeria

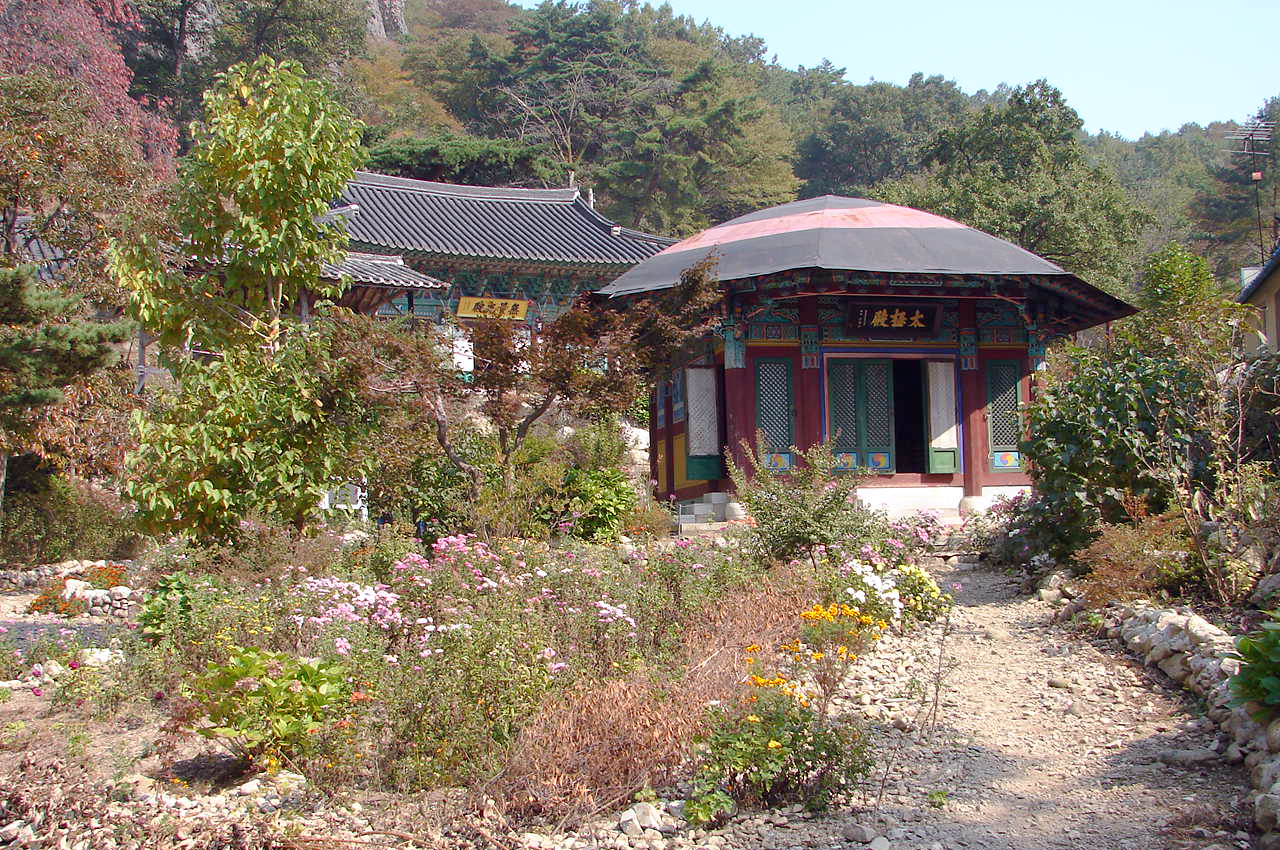
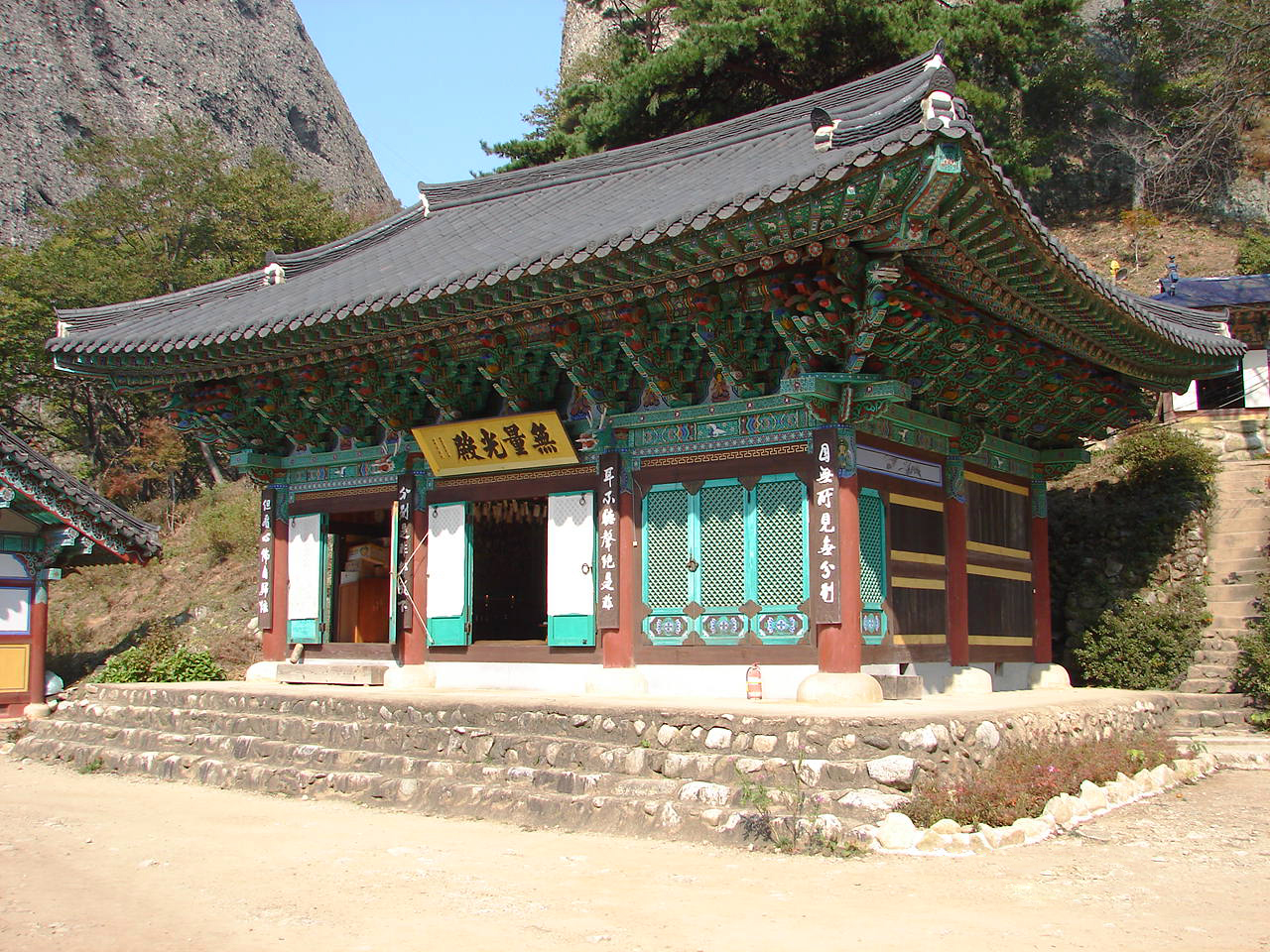
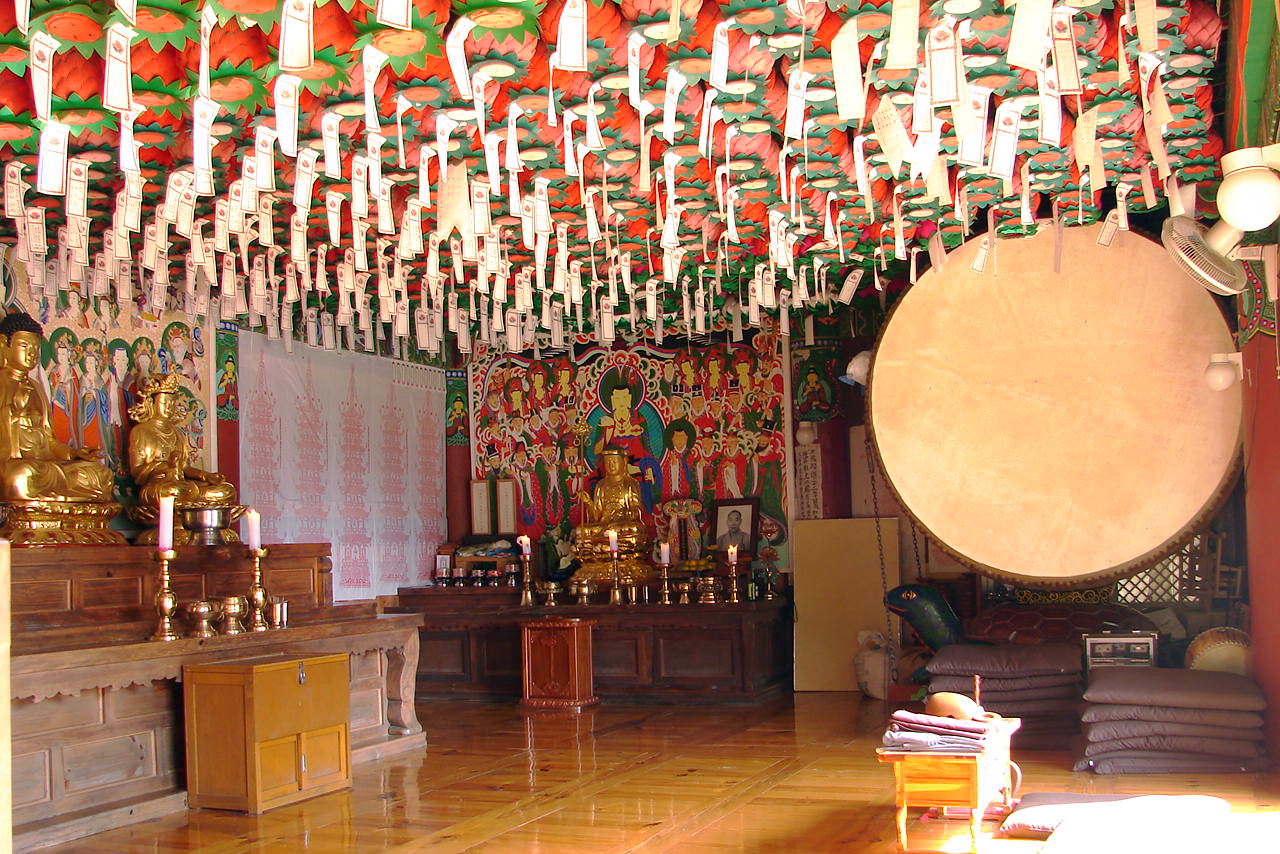
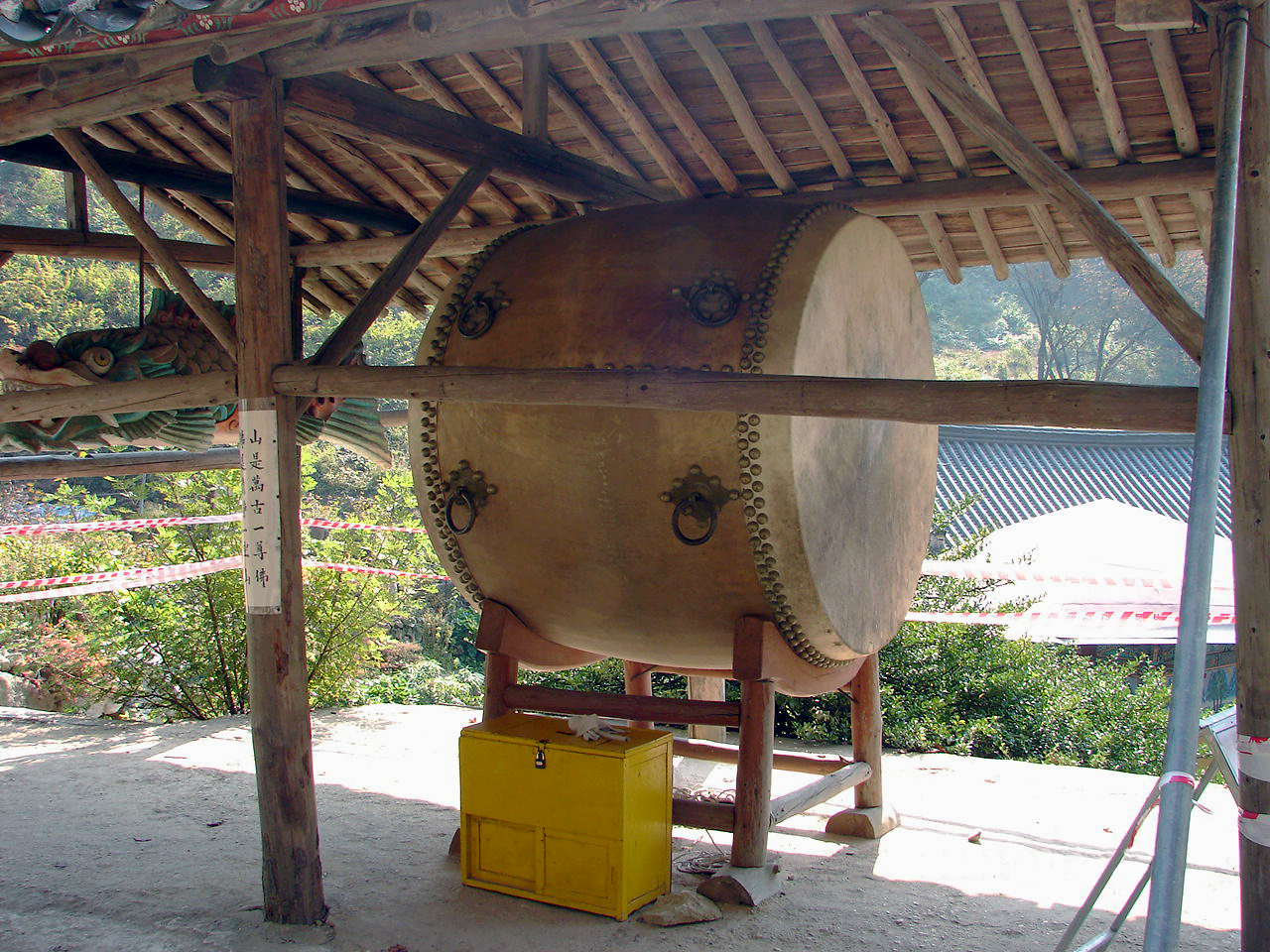
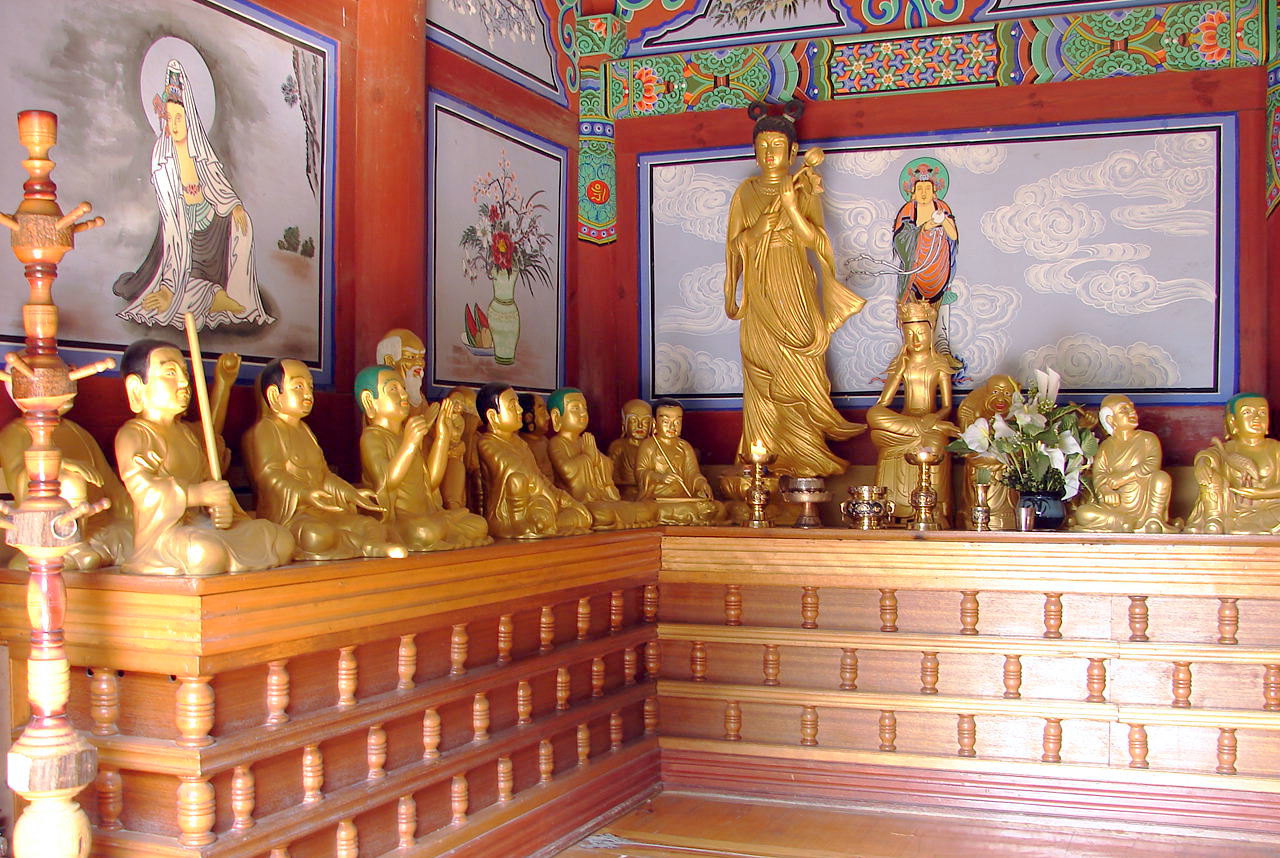
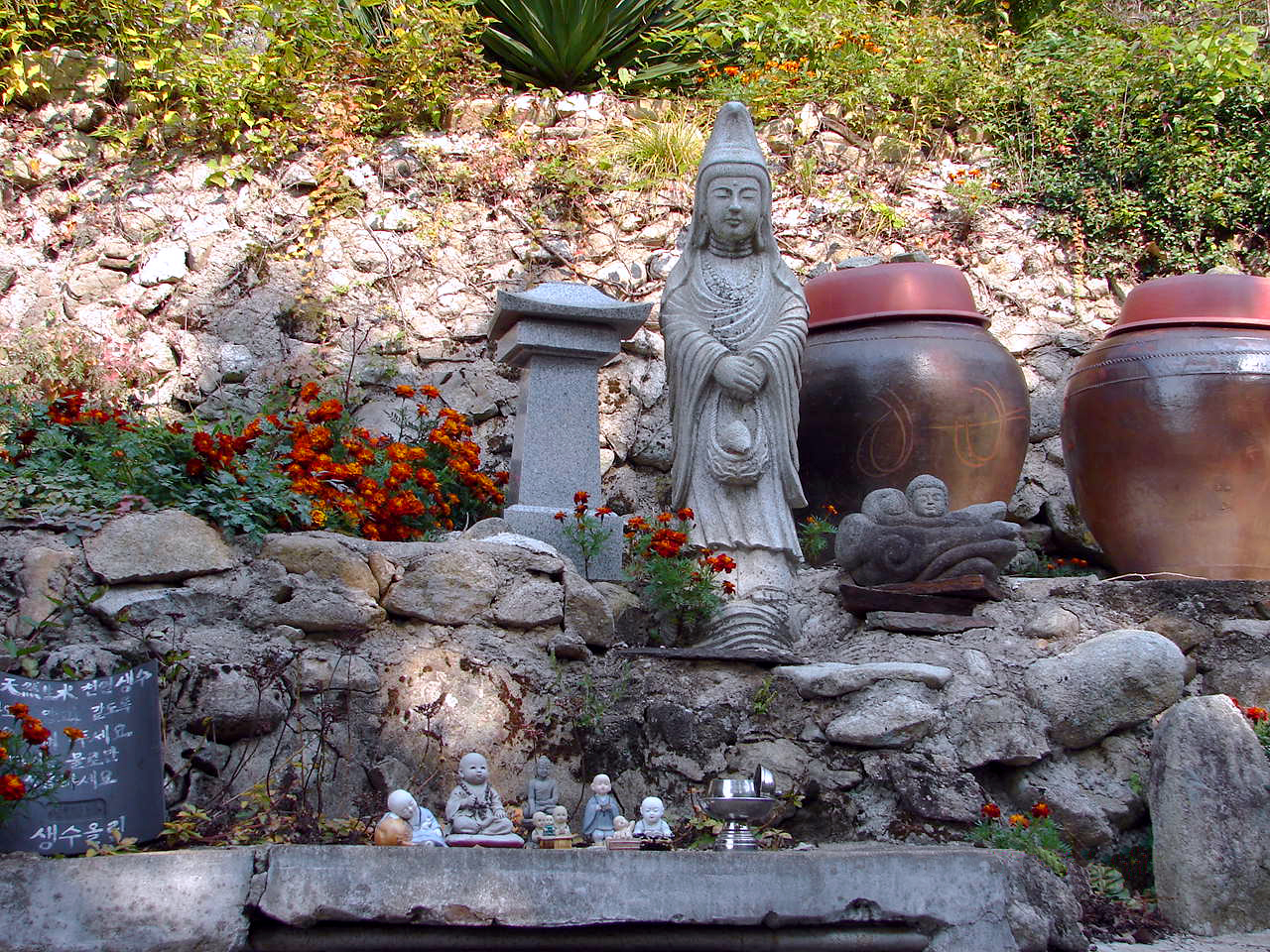
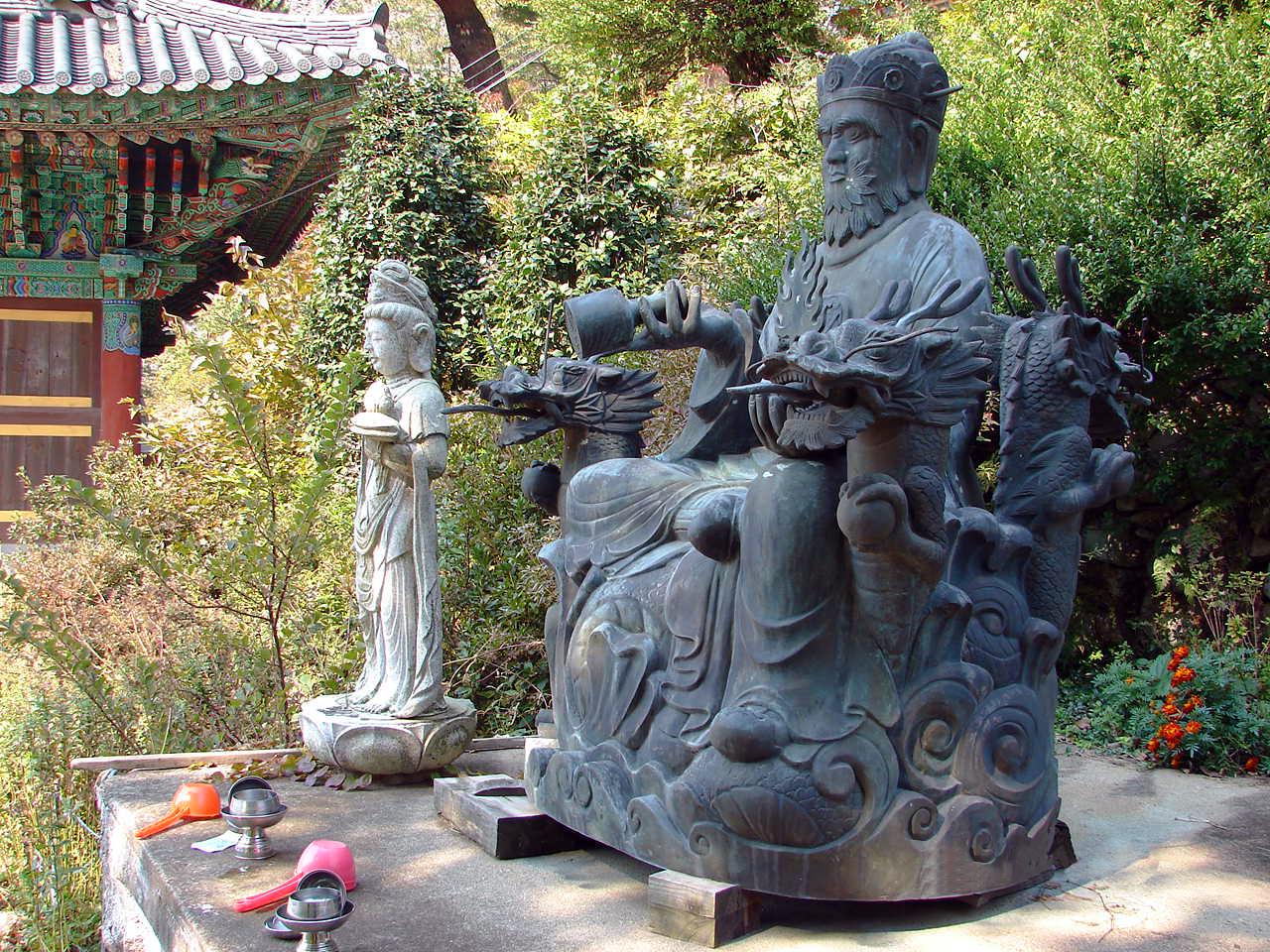
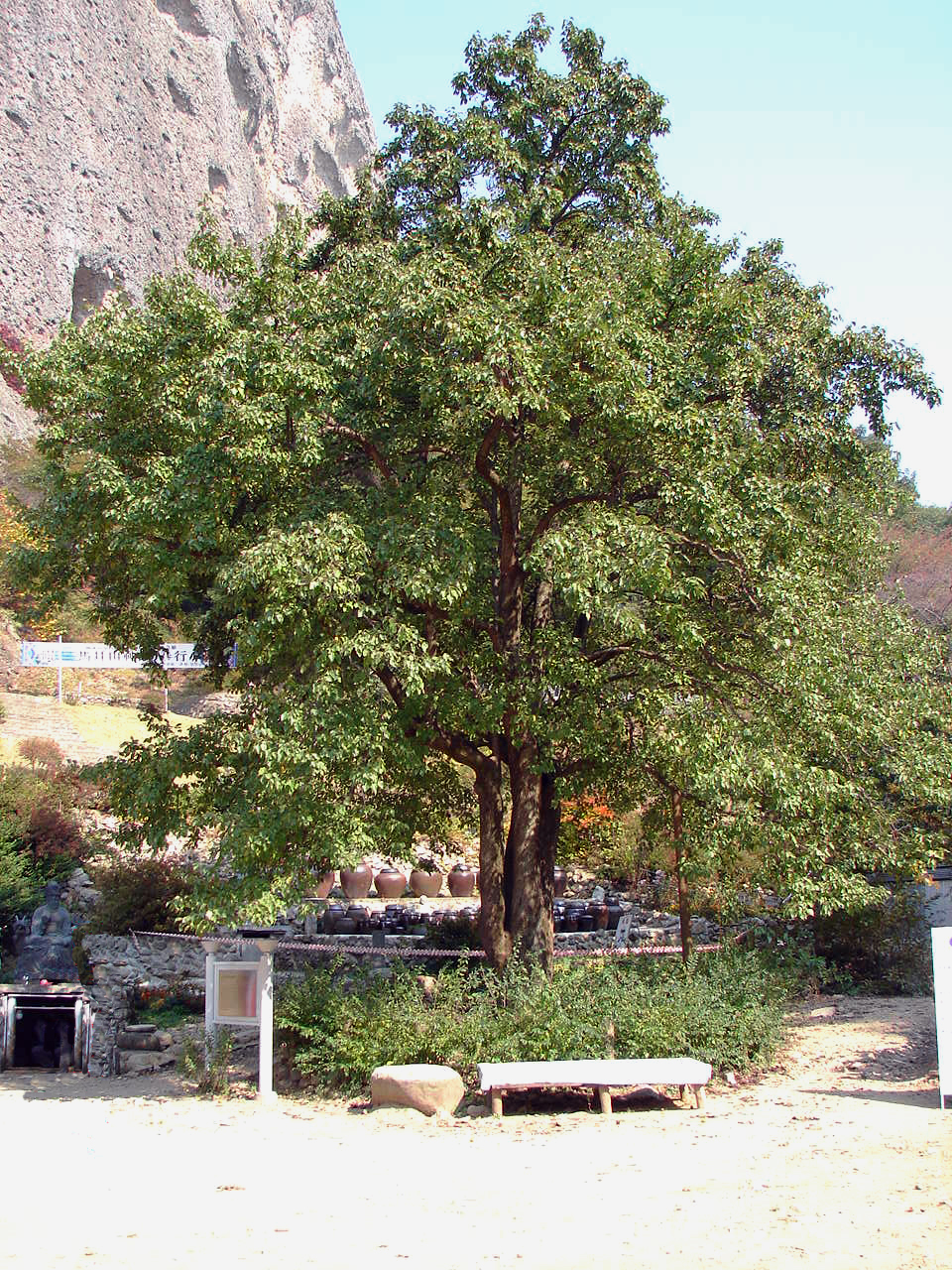